# Ròchabaudin
Rochebaudin és un municipi francès situat al departament de la Droma i a la regió d'Alvèrnia-Roine-Alps. L'any 2007 tenia 122 habitants.

## Demografia

### Població
El 2007 la població de fet de Rochebaudin era de 122 persones. Hi havia 48 famílies de les quals 12 eren unipersonals (4 homes vivint sols i 8 dones vivint soles), 12 parelles sense fills, 12 parelles amb fills i 12 famílies monoparentals amb fills.
La població ha evolucionat segons el següent gràfic:
Habitants censats

### Habitatges
El 2007 hi havia 82 habitatges, 52 eren l'habitatge principal de la família, 26 eren segones residències i 5 estaven desocupats. 69 eren cases i 10 eren apartaments. Dels 52 habitatges principals, 38 estaven ocupats pels seus propietaris, 13 estaven llogats i ocupats pels llogaters i 1 estava cedit a títol gratuït; 7 tenien dues cambres, 7 en tenien tres, 15 en tenien quatre i 23 en tenien cinc o més. 35 habitatges disposaven pel capbaix d'una plaça de pàrquing. A 28 habitatges hi havia un automòbil i a 21 n'hi havia dos o més.

### Piràmide de població
La piràmide de població per edats i sexe el 2009 era:
| Homes | Edats   | Dones |
| ----- | ------- | ----- |
| 0     | 95 o +  | 0     |
| 0     | 90 a 94 | 0     |
| 0     | 85 a 89 | 0     |
| 4     | 80 a 84 | 0     |
| 4     | 75 a 79 | 8     |
| 0     | 70 a 74 | 4     |
| 4     | 65 a 69 | 0     |
| 0     | 60 a 64 | 0     |
| 4     | 55 a 59 | 4     |
| 12    | 50 a 54 | 4     |
| 4     | 45 a 49 | 4     |
| 0     | 40 a 44 | 4     |
| 0     | 35 a 39 | 4     |
| 8     | 30 a 34 | 8     |
| 0     | 25 a 29 | 0     |
| 0     | 20 a 24 | 4     |
| 4     | 15 a 19 | 0     |
| 4     | 10 a 14 | 0     |
| 0     | 5 a 9   | 8     |
| 4     | 0 a 4   | 4     |

## Economia
El 2007 la població en edat de treballar era de 87 persones, 56 eren actives i 31 eren inactives. De les 56 persones actives 53 estaven ocupades (27 homes i 26 dones) i 3 estaven aturades (1 home i 2 dones). De les 31 persones inactives 10 estaven jubilades, 3 estaven estudiant i 18 estaven classificades com a «altres inactius».

### Ingressos
El 2009 a Rochebaudin hi havia 49 unitats fiscals que integraven 111,5 persones, la mediana anual d'ingressos fiscals per persona era de 12.831 €.

### Activitats econòmiques
Dels 4 establiments que hi havia el 2007, 1 era d'una empresa d'hostatgeria i restauració, 2 d'empreses d'informació i comunicació i 1 d'una empresa classificada com a «altres activitats de serveis».
L'únic servei als particulars que hi havia el 2009 era un restaurant.
L'any 2000 a Rochebaudin hi havia 8 explotacions agrícoles que ocupaven un total de 174 hectàrees.

## Poblacions més properes
El següent diagrama mostra les poblacions més properes.